# Friedrich Adam Julius von Wangenheim
Friedrich Adam Julius von Wangenheim (8 de febrero de 1749 - 25 de marzo de 1800 ) fue un botánico alemán , destacado taxónomo que realizó numerosas descripciones e identificaciones de especies vegetales del este de Norteamérica. Fue estudioso de los bosques y director en Gumbinnen, Prusia oriental.

## Algunas publicaciones

### Libros
- 1781. Beschreibung Einiger Nordamerikanischen Holz Und Buscharten (Descripción de algunos árboles de América del Norte y especies de arbustos). 164 pp. ISBN 978-1-104-79414-9

- La abreviatura «Wangenh.» se emplea para indicar a Friedrich Adam Julius von Wangenheim como autoridad en la descripción y clasificación científica de los vegetales.[2]